# Bregenzer Festspiele
Bregenzer Festspiele (Bregenz Festival) es un festival cultural qué tiene lugar cada julio y agosto en Bregenz, Austria.
Lo que atrae a un gran número de visitantes en el escenario del lago más grande del mundo es especialmente la actuación sobre el lago. El festival es conocido por la belleza del telón de fondo natural del Lago de Constanza, las grandes escenografías, las piezas de gabinete técnicos y la acústica única lograda por la técnica de la audición direccional de Bregenz. Desde enero de 2015, la directora del Festival de Bregenz es Elisabeth Sobotka, con Michael Diem como director comercial, Susanne Schmidt como directora de ópera y Olaf A. Schmitt como dramaturgo.
En 2004, por ejemplo, el programa del Festival de Bregenz comprendía unos 80 actos a los que asistieron más de 215.000 espectadores. La orquesta del festival es la Orquesta Sinfónica de Viena.
En 2020 el festival fue cancelado debido a la pandemia de COVID 19.

## Datos del festival
Fundado en 1946, un año después de la Segunda Guerra Mundial, el festival presenta una gran variedad de eventos musicales y teatrales en varios lugares:
- Seebühne (o escenario flotante), con su anfiteatro al aire libre de 7,000 asientos, es el lugar para la ópera a gran escala o actuaciones musicales en un escenario sobre el agua en las orillas del Lago de Constanza.

Las producciones recientes incluyen Aida por Giuseppe Verdi en 2009 y 2010; Tosca por Giacomo Puccini de 2007 a 2008; Il trovatore por Giuseppe Verdi de 2005 a 2006; Historia de lado del oeste por Leonard Bernstein de 2003 a 2004; La bohème por Giacomo Puccini de 2001 a 2002 y Un baile de máscaras por Giuseppe Verdi de 1999 a 2000.
- Festspielhaus, presenta actuaciones de ópera y conciertos actuada infrecuente.
- Werkstattbühne,presenta actuaciones de teatro y ópera contemporanias.
- El teatro Kornmarkt, presenta opereta y actuación de obra.

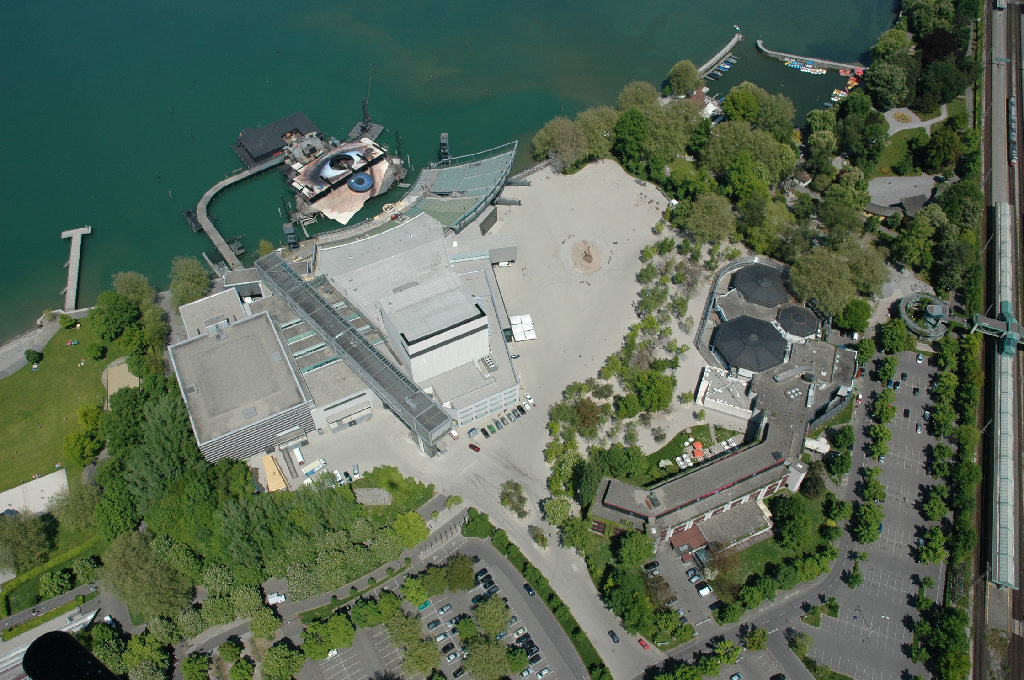
Vista aérea de la etapa del Bregenzer Festspiele, Lago de Constanza (2008)

El festival se convirtió en un evento internacional en su primer año de 1946. La gente de Alemania, Suiza y Francia vino al festival. Se crearon dos escenarios flotantes. Uno para la Orquesta Sinfónica de Viena y el otro para transportar estructuras escénicas. La Orquesta Sinfónica de Viena es el mayor contribuyente al festival. La orquesta tiene un lugar de actuación todos los años desde el comienzo del festival. Tienen su propia área escénica y otras sedes utilizadas a fondo en el festival. Cada año la orquesta tiene un conductor diferente para cada pieza.
En 2001, el festival creó un handful de acontecimientos de artes contemporáneas para estar de acuerdo sus rendimientos habituales. Estos acontecimientos eran una colaboración nueva con el Kunsthaus Bregenz que revueltos alrededor del tema de "América del siglo XX", y El Arte de Nuestro programa de Tiempo, también sabido como KAZ, aquello teatro coyuntural amistado con Teatro de Taller mientras colaborando con Thalia Teatro de Hamburgo. Otro añadir-ons que el festival creado para más la variedad y la diversión son los Niños Festival, la ópera y talleres de banda, y familiares y conciertos de grupo escolar.
En mayo de 2008, escenas para la película de James Bond - Quantum of Solace estuvieron filmados en el Seebühne durante un espectáculo de Tosca. En junio de 2008 el canal de televisión alemana, ZDF, tenía su estudio de emisión viva en el escenario flotante para el Campeonato de Fútbol europeo.
En 2010 Aida de Giuseppe Verdi fue la opera más visitada en la historia del festival.
Desde 2015, Elisabeth Sobotka ha sido la directora del festival.

## Lista de obras
Durante las estaciones, el festival pone muchos espectáculos diferentes como por ejemplo óperas a juegos y piezas orquestales. La gama de espectáculos en el tema y la historia y muchos están actuados en estaciones consecutivas.
- 2022 y 2023 - Madame Butterfly de Giacomo Puccini
- 2021 -  Rigoletto de Giuseppe Verdi
- 2020 -  Cancelado
- 2019 - Rigoletto de Giuseppe Verdi
- 2018 - Carmen de Georges Bizet
- 2017 - Carmen de Georges Bizet
- 2015 - Turandot, Los Cuentos de Hoffman, El Dragón Dorado
- 2014 - La Flauta Mágica, Gloria von Jaxtberg (Gloria-Un Cuento de Cerdo), Le Rossignol (el ruiseñor), La golondrina inesperada, El impresario
- 2013 - La Flauta Mágica, El Mercader de Venecia, La Fábrica de Avispa, American Lulu
- 2012- André Chénier, Nico y los Exploradores, Panta rhei - todo fluye!
- 2011- André Chénier, Montaña Rusa, Niños del Sol, Peggy Pickit Ve la Cara de Dios, Como si Desconocido, Der magische Klang und die Schurken (austriaco)
- 2010 - Aida, El Pasajero, El cuarto de Jacob
- 2009 - Aida, King Roger, Of Thee I sing, piel profunda, mi música
- 2008 - Tosca, Karl V
- 2007 - Tosca, Muerte en Venecia, Las amistades peligrosas, El sueño de una noche de verano, Las Tiendas, Jugando Fuera
- 2006 - Il trovatore
- 2005 - Il trovatore, Der lustige Krieg, Maskerade
- 2004 - West Side Story, El Protagonista y Palacio Real, Der Kuhhandel, La Historia de Io
- 2003 - West Side Story, La zorrita astuta, La Bella herida, Noche y Sueños
- 2002 y 2001 - La Bohème, De Ratones y de Hombres
- 2000 y 1999 - Un baile de máscaras, La pasión griega, El gallo de oro, El diario de Anne Frank, Tango Operita
- 1998 y 1997 - Porgy y Bess
- 1996 y 1995 - Fidelio, La Leyenda de la Ciudad Invisible de Kitezh
- 1994 y 1993 - Nabucco
- 1985 - La flauta mágica
- 1972 - El estudiante mendigo, La Reina Hada

## Intendentes
- 1946-1952/1954: Comité de la comunidad del festival de Bregenz  (con Kurt Kaiser entre otros)
- 1952/1954-1982: Ernst Bär
- 1983-2003: Alfred Wopmann
- 2004-2014: David Pountney
- desde 2015: Elisabeth Sobotka[6]

## Presidentes
- 1963-1968: Walter Rhomberg
- 1968-1981: Albert Fuchs
- 1981-2012: Günter Rhomberg
- desde 2012: Hans-Peter Metzler[6]

## Premios
- 2009: Marca cultural del año por la agencia Causales en Berlín
- 2014: Premio Internacional de Ópera, estreno mundial del año (para André Tchaikovsky: El Mercader de Venecia)
- 2015: Premio Internacional de Ópera como Festival del Año
- 2019: Opus - Premio Escénico Alemán[7]